# Histoire de l'Islande pendant la Seconde Guerre mondiale
Pour un article plus général, voir Histoire de l'Islande.
 (mars 2022).
Au début de la Seconde Guerre mondiale, l'Islande était un royaume souverain en union personnelle avec le Danemark, avec le roi Christian X comme chef de l'État. L'Islande resta officiellement neutre pendant la Seconde Guerre mondiale. Cependant, les Britanniques envahirent l'Islande le 10 mai 1940. Le 7 juillet 1941, la responsabilité de la défense de l'Islande fut transférée de la Grande-Bretagne aux États-Unis, qui allait rester un pays neutre pendant encore cinq mois. Le 17 juin 1944, l'Islande dissolut son union avec le Danemark et la monarchie danoise, et se proclama république.

## Contexte
L'intérêt de l'Allemagne pour l'Islande dans les années 1930 passa à des proportions que le gouvernement britannique trouvait alarmantes. Les ouvertures du Troisième Reich commencèrent avec une compétition amicale entre les équipes de football allemande et islandaise[réf. souhaitée]. Mais elles prirent rapidement une tournure plus inquiétante : missions géologiques dans le pays, études en vue de construction d'infrastructures (ports, aérodromes, bases de sous-marins). Lorsque la guerre débuta, le Danemark et l'Islande déclarèrent leurs neutralités et limitèrent les visites de l'île par les navires et les aéronefs militaires des belligérants.

## Neutralité
Pendant l'occupation allemande du Danemark, le contact entre les deux pays fut perturbé. Initialement, le royaume d'Islande se déclara neutre, limita les visites des bâtiments de guerre des belligérants et interdit la présence d’aéronefs des belligérants sur son territoire.
Après l'invasion du Danemark, le 9 avril 1940, l'Islande ouvrit une légation à New York. L’Islande, toutefois, contrairement à la Norvège, ne fit pas strictement respecter les limitations dans ses eaux territoriales et même réduisit le financement des garde-côtes d'Islande. Beaucoup de navires marchands de l'Axe qui cherchaient refuge dans les eaux neutres autour de l'Islande furent coulés par des navires de guerre alliés. Le chef des forces de police de la capitale, Agnar Kofoed-Hansen (is), commença à former les forces de défense nationale au début de 1940.

## Invasion et occupation
Les Britanniques imposèrent des contrôles stricts à l'exportation des produits islandais, empêchant les livraisons rentables vers l'Allemagne, dans le cadre de son blocus naval. Londres offrit son aide à l'Islande, à la recherche de la coopération, comme « belligérant et allié », mais Reykjavik refusa et réaffirma sa neutralité. La présence diplomatique allemande en Islande, avec l'importance stratégique de l'île, alarmait les Britanniques. Après plusieurs tentatives infructueuses de persuader le gouvernement islandais par des moyens diplomatiques de rejoindre les Alliés et de devenir un cobelligérant dans la guerre contre les forces de l'Axe, les Britanniques envahirent l'Islande le 10 mai 1940. La force initiale de 746 Royal Marines britanniques commandés par le colonel Robert Sturges fut remplacée le 17 mai par deux brigades de l'armée régulière. En juin, les premiers éléments de la Force « Z » arrivèrent du Canada pour soulager les Britanniques qui retournèrent immédiatement défendre le Royaume-Uni. Trois brigades canadiennes, le Royal Regiment of Canada, les Cameron Highlanders et les Fusiliers Mont-Royal, établirent une garnison sur l'île jusqu'à leur retrait en vue de défendre le Royaume-Uni au printemps 1941. Ils furent remplacés par des forces de garnison britannique.
Le 7 juillet 1941, la défense de l'Islande fut transférée de la Grande-Bretagne aux États-Unis (toujours officiellement neutres), en accord avec l'Islande, les Marines américains remplacèrent les Britanniques. La position stratégique de l'Islande le long des voies maritimes de l'Atlantique nord était parfaite pour des bases aériennes et navales, et apporta une nouvelle importance à l'île. La 1re Brigade Marine constituée d'environ 4 100 soldats fut en garnison en Islande jusqu'au début de 1942, quand ils furent relayés par les troupes de l'armée de terre américaine, afin qu'ils puissent rejoindre leurs frères d’armes Marines combattant dans le Pacifique.
L'Islande coopéra avec les Britanniques, puis les Américains, mais officiellement resta neutre pendant la Seconde Guerre mondiale.

## Vie en Islande durant l'occupation

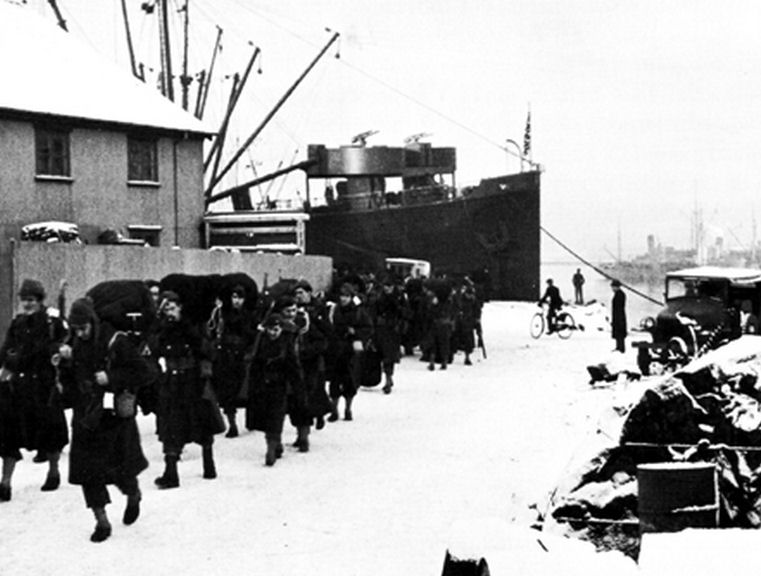
Arrivée des troupes américaines en Islande en janvier 1942.

Pendant la guerre, les mines dérivantes posées par les Allemands devinrent un sérieux problème pour les Islandais, ainsi que pour les forces alliées. Les premiers démineurs islandais furent formés en 1942 par la Royal Navy pour les aider à traiter le problème. Les forces britanniques fournirent également à la Garde côtière islandaise des armes et des munitions, tels que des grenades anti-sous-marine pour combattre les sous marins de l’Axe. Pendant la guerre, les sous-marins allemands endommagèrent et coulèrent un certain nombre de navires islandais. La dépendance de l'Islande vis-à-vis de la mer, pour la fourniture de la nourriture et pour le commerce, entraîna des pertes importantes en vies humaines. En 1944, le renseignement naval britannique construisit un groupe de cinq stations Marconi de radiogoniométrie sur la côte ouest de Reykjavik. Ces stations faisaient partie d'un réseau de stations similaires situées autour de l'Atlantique nord pour localiser les transmissions radios de sous-marins.
La hausse du prix des produits d'importation a également conduit au développement d'une agriculture dans des serres chauffées au moyen de la géothermie, notamment la culture de la banane, dont les premiers fruits sont commercialisés en 1945.
Le 10 février 1944, un Focke-Wulf Fw 200 allemand du I. / KG 40, stationné en Norvège, coula le pétrolier britannique SS El Grillo (en) à Seyðisfjörður.
Politiquement, le fait que les communications soient largement coupées avec le Danemark aboutit à une autonomie de facto. L'idée que la séparation d'avec le Danemark à la fin du conflit était souhaitable, voire inévitable, gagna très vite du terrain au sein de la classe politique et de l'opinion publique. Le 17 juin 1944, alors que la défaite allemande ne semblait plus qu'une question de temps, l'Islande dissolut son union avec le Danemark et sa monarchie et se proclama république. Pour elle, la guerre était terminée, mais pas les liens avec l'armée américaine, laquelle ne faisait que commencer son intervention en Europe de l'Ouest et voyait son implantation en Islande comme très précieuse.

## Conséquences
La présence de troupes britanniques et américaines en Islande eut une incidence durable sur le pays, et pas seulement en matière géopolitique.
La République islandaise ne possède pas d'armée, si ce n'est une unique unité d'infanterie et une cinquantaine de marins. Depuis 1941, la Défense islandaise est dans la pratique assurée par les États-Unis, même si le pays a des accords avec l'armée norvégienne, l'armée danoise et d'autres membres de l'OTAN pour sa sécurité intérieure.
Dans un pays qui n'avait presque pas enregistré d'immigration depuis longtemps, il y eut beaucoup de contacts entre des jeunes femmes islandaises et des soldats, phénomène connu sous le nom d’Ástandið (en) (« la condition » ou « situation ») en islandais. Beaucoup de femmes islandaises se marièrent avec des soldats alliés et/ou donnèrent naissance à des enfants. Ceux-ci portaient le patronyme Hansson (« son fils » en islandais, pour signifier qu'on ne savait pas ou ne voulait pas dire de qui) quand le père était inconnu ou avait quitté le pays. Certains enfants nés à la suite de l’Ástandið ont des noms anglais.
Les besoins en main d’œuvre des Américains (dockers, constructions, manutention et emplois annexes dans les bases) amenèrent aussi un certain nombre d'Islandais à quitter leurs villages, notamment ceux isolés du nord-ouest et de l'est, pour rejoindre la région de Reykjavik où la vie était plus facile et les possibilités de rémunérations bien meilleures.